# Konverzacijska implikatura
Implikature so najpomembnejše delo angleškega filozofa in jezikoslovca Herberta Paula Gricea, ki je vplivalo na sodobno filozofijo in jezikoslovje. Teorijo je pričel razvijati leta 1961 v članku »The Casual Theory of Perception« in jo dodelal ter predstavil leta 1967 na »William James Lectures« na temo »Logics and Conversation«.
Teorija o implikaturah je eden izmed najpomembnejših prispevkov k sodobni pragmatiki.

## Herbert Paul Grice
Odrastel je v Harbornu, v Združenem kraljestvu. Šolal se je na Cliffton Collegeu, pozneje pa na Corpus Christi Collegeu v Oxfordu. Kratek čas je poučeval na Rossall School, zatem pa se je vrnil na Oxford, kjer je učil vse do 1967. Tega leta se je preselil v ZDA, kjer je pričel poučevati na Kalifornijski univerzi v Berkeleyu in tam ostal vse do smrti leta 1988. V Združeno kraljestvo se je vrnil le leta 1979, da bi predaval v sklopu »John Locke lectures« na temo »Aspects of reason« (Stališča razuma). Svoje eseje in spise je vključil v svojo poslovilno knjigo »Studies in the Way of Words« (1989).
Eden izmed dveh Griceovih najvplivnejših prispevkov k študiji jezika in komunikacije je njegova teorija o pomenu (meaning), ki jo je začel razvijati leta 1948, in kasneje objavil v svojem članku Meaning. Ta članek je izšel leta 1957 na pobudo sodelavca P.F. Strawsona. Grice je kasneje predstavil teorijo o pomenu na predavanjih na Harvardu, leta 1967 in na temo objavil knjigo »Logics and conversation« (Logika in konverzacija), leta 1975.

## Teorija o implikaturah in konverzacijskih maksimah
Grice definira konverzacijske implikature kot pojav, ko izraz nosi poleg dobesednega, konvencionalnega pomena tudi drug pomen, ki ni direktno izražen, ampak je odvisen od konteksta, ciljev in namena govornika ter interpretacije poslušalca. Pomembne so zlasti zato, ker premoščajo razliko med semantičnim (sens) in pragmatičnim (force) pomenom, torej med dobesednim pomenom (tistim, kar smo dejansko povedali) in sporočenim pomenom (tistim, kar smo mislili).
Pri razlagi konverzacijskih implikatur je potrebno omeniti še kooperacijski princip (v literaturi tudi načelo sodelovanja). Konverzacija ni sestavljena iz niza nepovezanih pripomb, ampak je produkt skupnega napora udeležencev, ki v vsakem trenutku zasledujejo skupen cilj, kamor je pogovor usmerjen ali pa vsaj vidijo skupno sprejemljivo smer, v katero naj bi pogovor šel. Grice je prišel do sklepa, da je konverzacija posebna vrsta racionalnega obnašanja z namenom po doseganju določenega cilja. Udeleženci sodelujejo in predvidevajo, da so tudi ostali udeleženci kooperativni in prispevajo k pogovoru tisto, kar od njih zahtevajo sprejeti cilji in smeri govorne izmenjave, v kateri sodelujejo v danem trenutku. Rezultat takšnega kooperacijskega principa so določene maksime, ki so kot smernice oz. načela, ki podpirajo učinkovitost kooperativne uporabe jezika. Grice je sestavil seznam teh maksim oz. načel:
1. Maksima kvantitete/Načelo kvantitete
  1. Prispevek k pogovoru naj bo toliko informativen, kot je potrebno.
  2. Prispevek ne bi smel biti bolj informativen, kot je to potrebno.
2. Maksima kvalitete/Načelo kvalitete
  1. Ne reci tistega, za kar misliš, da je neresnično.
  2. Ne reci tistega, za kar nimaš ustreznih dokazov.
3. Maksima relevance (relacije ali pertinentnosti)/Načelo relevance: prispevek naj bo relevanten. Ta kategorija zagotavlja, da je pogovor povezan.
4. Maksima načina (modalitete)/Načelo načina, ki se od predhodnih kategorij razlikuje v tem, da se ne nanaša na vsebino tistega, kar se govori, ampak na način, kako se govori. Od govorca zahteva jasnost, da se izogiba dvoumnosti, da je jedrnat in da urejeno pripoveduje.

### Kršenje maksim
Maksime se razlikujejo od slovničnih pravil, zato ker se uporabljajo spremenljivo, odvisno od konteksta jezikovne uporabe, uporabljajo se v različni meri in lahko pridejo v konflikt ena z drugo. V določenih situacijah so lahko prekršene. Med maksimami vlada hierarhija. Maksima kvalitete prevlada nad ostalimi:
A: Skozi katero mesto se peljemo sedaj?
B: Eno, blizu Münchna.
B v svojem odgovoru ni spoštoval maksimo kvantitete (ni dal tiste informacije, ki jo je v dani komunikacijski situaciji od njega zahteval A). Lahko predvidevamo, da tega ni storil zato, ker je nekooperativen ali ker ne ve točnega odgovora in ni želel prekršiti maksime kvalitete s tem, ko bi rekel nekaj, za kar sam ni prepričan, da je resnica. Zato je dal približen odgovor, s katerim maksima kvantitete ni v popolnosti zadovoljena, ampak je pa zadovoljena maksima kvalitete. B je s svojim odgovorom impliciral, da ne ve ime mesta, skozi katerega se vozijo.
Maksima kvantitete:
A: Mi lahko poveste, kako lahko pridem na Francosko ulico?
B: Čisto enostavno. Greste mimo Koloseja, kjer predvajajo film La vita è bella, ki vam ga toplo priporočam. Potem na križišču zavijete desno in že ste tam.
Oseba B je navedla preveč informacij, ki niso potrebne, kajti oseba A ni spraševala po filmu, ki se predvaja v Koloseju, temveč po poti do Francoske ulice.
Maksima kvalitete:
A: Kdaj mi boš vrnil denar, ki sem ti ga posodil?
B: Naslednji teden ti vse povrnem.
A: Res? Jaz pa sem slišal, da jutri odpotuješ v Nemčijo za eno leto.
B se je zlagal in posledično kršil maksimo kvalitete.
Maksima relevance (relacije ali pertinentnosti ):
A: Povej dragi, ti je všeč moja nova pričeska?
B: Hm… Kaj pa je danes na televiziji?
B ni odgovoril na vprašanje, ki ga je postavila A, temveč je načel popolnoma drugo temo. 
Maksima načina:
A: Kje je kabinet profesorja Škabar?
B: 430 metrov nad morsko višino. Zemljepisna širina: 46,0459°N. Zemljepisna dolžina: 14,4944°E. Vrata so obrnjena proti severu.
B je podal nejasen odgovor in s tem prekršil maksimo načina.
V zgornjih primerih smo videli kršitve maksim. Grice predlaga uporabo maksim za pomoč pri konverzaciji. Seveda pa je pričakovanje, da bodo ljudje maksime ves čas dosledno izpolnjevali, idealistično. Kajti ljudje ne govorijo vedno v skladu z načeli.

### Značilnosti in vrste implikatur
Grice loči konverzacijske implikature in konvencionalne implikature. Za konverzacijske implikature je značilno: 
- možnost preklica ali razveljavitve
- neločljivost od semantične vsebine
- verjetnost (najti vedno argument za implikacijo)
- nekonvencionalnost (implikacije od dogovorjenem pomenu jezikovnega izraza)
- delna neločljivost (vseh možnih implikacij glede na različne priložnosti)

Konverzacijske implikature izpeljujemo iz tega kar je rečeno, iz domneve o sodelovanju v besednem odnosu, iz upoštevanja konteksta in iz upoštevanja dejstev v ozadju sporočanja.
Nastanek konverzacijskih implikatur sprožijo maksime, semantična vsebina, kontekst in cilj govorne komunikacije. Za konverzacijske implikature lahko rečemo, da predstavljajo neke vrste pragmatično prevleko semantične vsebine.
Za razliko od konvencionalnih implikatur, so konverzacijske implikature odvisne od vsebine izrečenega in principov, pa tudi od konteksta:
A: Profesorica je danes zadovoljna.
Stavek lahko implicira: »Študentje zelo dobro poznajo snov«, ali  »Povišali so ji plačo«, …

## Princip spodobnosti
Funkcija koopecijskega principa je zagotoviti, da tisto, kar je izrečeno prispeva k ilokucijskem cilju (dejanju vplivanja). Funkcija komplementarnega principa, principa spodobnosti je ohranjanje družbenega ravnotežja in prijateljskega odnosa, ki zagotavlja, da sogovorci zares sledijo kooperacijskemu principu. Princip spodobnosti ima včasih prioriteto celo nad maksimo kvalitete, in sicer v situacijah, ko govorec izreče laž zaradi olike:
A: Ali prideš danes zvečer k meni na zabavo?
B: Z veseljem, a imam že druge načrte.
B meni, da je laž najvljudnejši način za zavrnitev povabila. B je s svojim odgovorom indirektno rekel, da ne bo prišel na zabavo in princip spodobnosti je odgovor na vprašanje zakaj je to storil indirektno. Indirekten način izražanja je zelo pomembna značilnost principa ironije, ki omogoča govorcu da je indirektno nespodoben, medtem ko je na videz, direktno spodoben. Grice ironije ni obravnaval kot principa.

## Razlika med govorom in impliciranjem
Po Griceu, kar govorec reče v govornem aktu lahko razdelimo na tisto, kar je govorec izrekel in tisto, kar je s tem impliciral.
Paul Grice je v svojih znamenitih delih o vlogi namer v komuniciranju predlagal, da lahko celo slovnične pomene govorčevih besed in izjav razložimo oz. definiramo s pomočjo govorčevih komunikacijskih namer. Grobo rečeno: slovnični pomen stavka je tisto, kar je govorec želel z njim sporočiti poslušalcem. Misli so torej komunikacijske namere.

## Dela
- "Meaning", Philosophical Review, 1957
- "The Causal Theory of Perception", Proceedings of the Aristotelian Society, 35 , 1961
- “Utterer’s Meaning, Sentence Meaning, and Word Meaning,” Foundations of Language, 1968
- "Utterer’s Meaning and Intentions", The Philosophical Review, 78. 1969
- "Intention and Uncertainty", Proceedings of the British Academy, 1971
- "Method in Philosophical Psychology: From the Banal to the Bizarre", Proceedings and Addresses of the American Philosophical Association, 1975
- “Logic and Conversation,” Syntax and Semantics, vol.3 edited by P. Cole and J. Morgan, Academic Press, 1975
- "Further Notes on Logic and Conversation" Syntax and Semantics, vol.9 edited by P. Cole, Academic Press, 1978
- "Presupposition and Conversational Implicature", in P. Cole (ed.), Radical Pragmatics, Academic Press, New York, 1981
- Studies in the Way of Words. Harvard University Press, 1989
- The Conception of Value. Oxford University Press. (His 1983 Carus Lectures.)
- Aspects of Reason (Richard Warner, ed.). Oxford University Press. (His 1979 John Locke Lectures, mostly the same as his 1977 Immanuel Kant Lectures.)